# Alfa Romeo P2

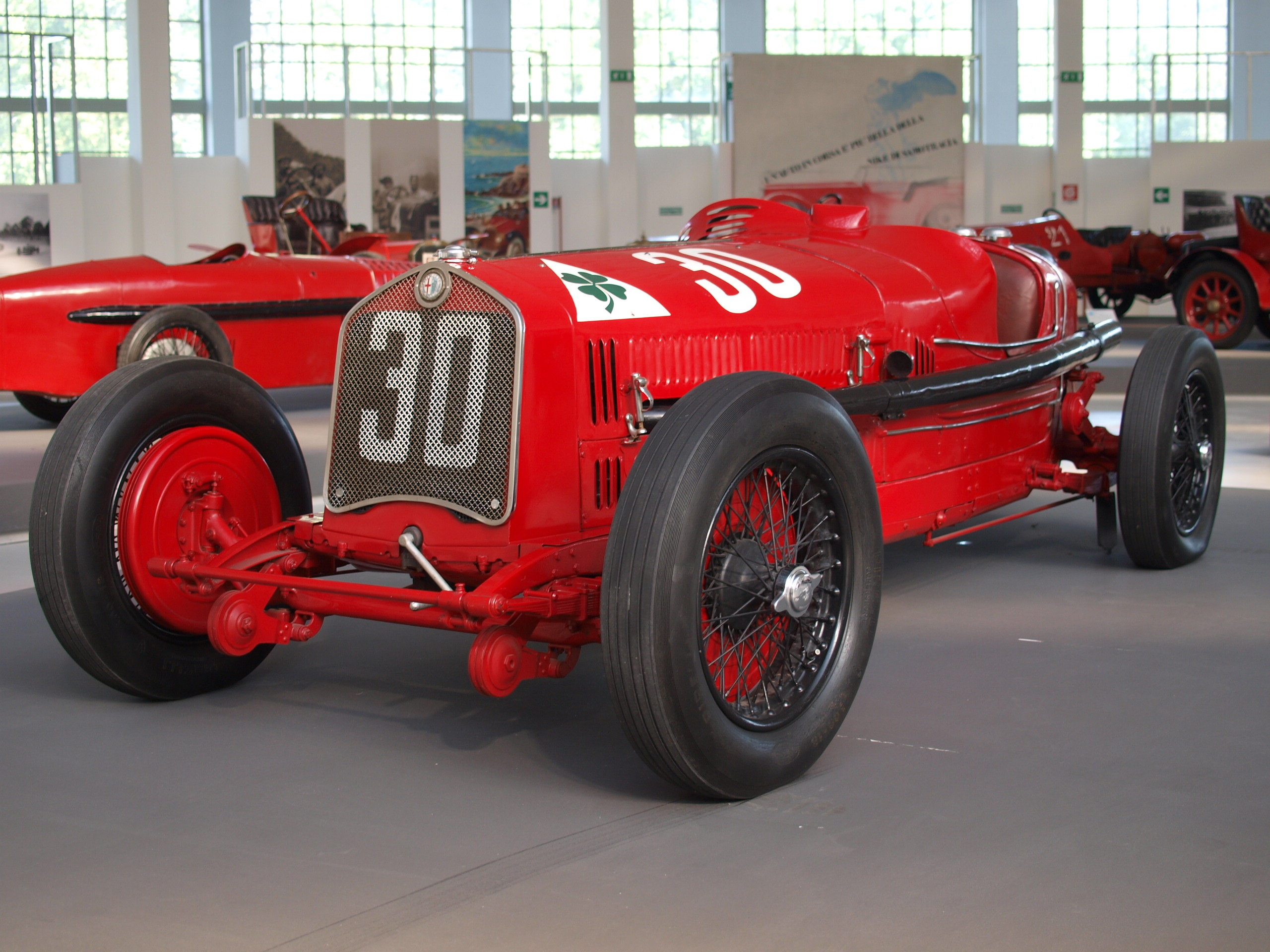
Модель Alfa Romeo P2, созданная для сезона 1930 года, стала победителем Targa Florio в том же году, с гонщиком Акилле Варци, который побил средний рекорд скорости на трассе.

Alfa Romeo P2 — гоночный автомобиль класса Гран-при, выпускавшийся итальянской автомобильной компанией Alfa Romeo в 1920-е годы.

## История
Alfa Romeo P2 победила в первом Всемирном чемпионате конструкторов автомобилей в 1925 году, добыв победу в двух гонках из четырех. Победы были добыты Антонио Аскари на Гран-при Европы на трассе Спа-Франкоршам и Гастоне Брилле-Пери на Гран-при Италии в Монце. Впоследствии Антонио Аскари погиб, лидируя в последней гонке сезона на французской трассе в (Montlhery).
Несмотря на то, что 1925 год принёс радикальные изменения в правилах проведения Гран-при, в период с 1924 по 1930 годы, P2 одерживала победы в 14 Гран-при и других крупных гонках, включая Targa Florio. Эта модель стала иконой для всех автомобилей серии Гран-при в 1920-х годах, наравне с таким монстром, как Bugatti Тип коробки 35. Поэтому первое мировое чемпионство 1925 года позволило Alfa Romeo включить лавровый венок на свою эмблему.
Модель P2 была подготовлена командой Alfa Romeo для Трасса в Кремоне в северной Италии в 1924 году. В том году Антонио Аскари победил и первым преодолел скоростной барьер в 158 км/ч, а затем он вновь победил, но уже с новым рекордом скорости в 195 км/ч. Кроме того, данная модель стала первой для нового дизайнера Альфы Витторио Яно. Он был принят Энцо Феррари, когда Никола Ромео списал за ненадобностью P1 после провального выступления на Гран-при 1923 года в Монце против команды Фиата. P2 оснащался первым R8 восьмицилиндровым двигателем с нагнетателем производства Alfa Romeo. Также на автомобиль устанавливались два карбюратора после компрессора. Последний гоночный сезон для P2 был датирован 1930 годом.
В настоящее время только 2 из шести оригинальных моделей остались в живых. Сейчас их можно увидеть в Музее Alfa Romeo в Арезе и в Туринском автомобильном музее. P2 имела два вида кузова: с удлинённой и укороченной задней частью.
Одна из Alfa Romeo P2 была представлена в роли главной модели на Goodwood Festival of Speed 2010 года.

## Основные победы
| Год  | Гонка                | Гонщик              |
| ---- | -------------------- | ------------------- |
| 1924 | Гран-при Кремона     | Антонио Аскари      |
| 1924 | Гран-при Франции     | Джузеппе Кампари    |
| 1924 | Гран-при Италии      | Антонио Аскари      |
| 1925 | Гран-при Бельгии     | Антонио Аскари      |
| 1925 | Гран-при Италии      | Гастоне Брилле-Пери |
| 1927 | Кубок Акербо         | Джузеппе Кампари    |
| 1928 | Кубок Акербо         | Джузеппе Кампари    |
| 1929 | Гран-при Александрии | Акилле Варци        |
| 1929 | Гран-при Рима        | Акилле Варци        |
| 1929 | Кубок Сиано          | Акилле Варци        |
| 1929 | Гран-при Монца       | Акилле Варци        |
| 1929 | Гран-при Кремона     | Гастоне Брилле-Пери |
| 1929 | Гран-при Туниса      | Гастоне Брилле-Пери |
| 1930 | Гран-при Александрии | Акилле Варци        |
| 1930 | Targa Florio         | Акилле Варци        |